# Igelknoppsmal
Igelknoppsmal (Orthotelia sparganella) är en fjärilsart som först beskrevs av Carl Peter Thunberg 1788.  Igelknoppsmal ingår i släktet Orthotelia, och familjen gnuggmalar. Arten är reproducerande i Sverige.